# Джеймс Лабри
Джеимс Лабри (на английски: James LaBrie) е канадски музикант, вокалист на групата „Дрийм Тиътър“.
Освен това се занимава и с класическа музика. Започва да пее и свири на барабани, когато е едва 5-годишен. През 1991 година става вокалист на „Дрийм Тиътър“.
Има жена Керън, дъщеря Клои и син Шанс.